# Dobrușa, Vrața
Dobrușa  (în bulgară Добруша) este un sat în Obștina Krivodol, Regiunea Vrața, Bulgaria.

## Demografie
Componența etnică a satului Dobrușa
     Bulgari (100%)
     Nicio identificare (0%)
     Altele (0%)
La recensământul din 2011, populația satului Dobrușa era de 200 locuitori. Din punct de vedere etnic, majoritatea locuitorilor (100,0%) erau bulgari. Pentru 0,0% din locuitori nu este cunoscută apartenența etnică.